# Псевдо-Тертуллиан
Псевдо-Тертуллиан — условное обозначение в научной литературе предполагаемого автора ересиологического трактата Adversus omnes haereses, существующего в виде приложения к произведению аналогичной направленности раннехристианского богослова Тертуллиана (ок. 160—230), De praescriptionem haereticorum. Включает описание 32 ересей.
Трактат Псевдо-Тертуллиан известен в связи с произведением Ипполита Римского (ум. 235) с тем же названием, о котором сообщают Евсевий Кесарийский («Церковная история», VI.22), Иероним Стридонский («О знаменитых мужах», 61). Возможно, его имеет в виду патриарх Фотий, упоминая под названием «Синтагма против 32 ересей». В отличие от более обширного трактата Philosophumena, это произведение Ипполита не сохранилось. Согласно Фотию, труд Ипполита Римского начинался с описания основанной самаритянином Досифеем секты досифеев и заканчивался описанием ересей Ноэта и ноетиан. Поскольку у Псевдо-Тертуллиана перечень организован таким, существуют различные теории, устанавливающие связь между ним и Ипполитом Римским. Поскольку Ипполит писал на греческом языке, Рихард Липсиус предполагал, что Adversus omnes haereses является латинским переводом или кратким изложением «Синтагмы». По мнению Липсиуса, перевод Псевдо-Тертуллиана в большей степени повлиял на последующую ересиологическую традицию, прежде всего Епифания Кипрского и Филастрия, чем Philosophumena. Согласно другой точке зрения, представленной, в частности, Адольфом фон Гарнаком, «Синтагма» (напрямую или в эпитомизированном виде) стала источником для Псевдо-Тертуллиана, Епифания и Филастрия.